# Сирим-батир
Сири́м-бати́р (каз. Сырым батыр) — село у складі Байтерецького району Західноказахстанської області Казахстану. Входить до складу Бейбітшиліцького сільського округу.
У радянські часи село називалось Тепловський, до 2022 року — Котельниково.
Населення — 178 осіб (2021; 232 у 2009, 319 у 1999, 345 у 1989).